# Лиманбенсония
Лиманбенсония (лат. Lymanbensonia) — род растений семейства Кактусовые (Cactaceae) произрастающий на территории Боливии, Эквадора и Перу.

## Название
Родовое латинское название Lymanbensonia дано в честь американского ботаника Лимана Дэвида Бенсона (англ. Lyman David Benson, 1909–1993). Русскоязычное название является транслитерацией латинского.

## Описание
Род наземных или эпифитных растений характеризуется прямостоячими или свисающими кустистыми стеблями. Обычно стебли уплощены и выемчаты, но иногда они могут быть волнистыми.
Цветки дневные и имеют узкую колокольчатую форму. Они могут быть оранжевого, пурпурно-красного, ярко-пурпурного или белого цвета (например, у вида Lymanbensonia brevispina). Плоды этих растений могут иметь шаровидную или угловатую форму и быть белого, розоватого, зеленоватого или красновато-коричневого цвета. Семена черновато-коричневые и блестящие.

## Распространение
Боливия, Эквадор и Перу. Представители рода встречаются на высоте от 1700 до 2500 м над уровнем моря.

## Таксономия
Lymanbensonia Kimnach, первое описание в Cact. Succ. J. (Los Angeles) 56: 101 (1984).

### Виды
Подтвержденные виды по данным сайта Plants of the World Online на 2023 год:
- Lymanbensonia brevispina (Barthlott) Barthlott & N.Korotkova
- Lymanbensonia choquequiraensis Hoxey
- Lymanbensonia crenata (Britton) Doweld
- Lymanbensonia incachacana (Cárdenas) Barthlott & N.Korotkova
- Lymanbensonia micrantha (Vaupel) Kimnach